# 316P/LONEOS-Christensen
316P/LONEOS-Christensen è una cometa periodica appartenente alla famiglia delle comete gioviane; la cometa è stata scoperta l'11 settembre 2005 dal LONEOS e fu ritenuta un asteroide, il 22 ottobre 2005 fu riscoperta, questa volta come cometa, da Eric J. Christensen, la sua riscoperta il 22 ottobre 2014 al successivo passaggio al perielio ha permesso di numerarla.